# Krejnice
Krejnice jsou obec v okrese Strakonice v Jihočeském kraji. Aktuálně zde žije 75 obyvatel.

## Historie
První písemná zmínka o obci pochází z roku 1336 (Cranicz). Dříve se obec nazývala Krajnice.

## Obyvatelstvo
| Rok            | 1869 | 1880 | 1890 | 1900 | 1910 | 1921 | 1930 | 1950 | 1961 | 1970 | 1980 | 1991 | 2001 | 2011 | 2021 |
| -------------- | ---- | ---- | ---- | ---- | ---- | ---- | ---- | ---- | ---- | ---- | ---- | ---- | ---- | ---- | ---- |
| Počet obyvatel | 292  | 280  | 280  | 280  | 297  | 275  | 218  | 182  | 151  | 114  | 93   | 78   | 63   | 73   | 75   |
| Počet domů     | 42   | 43   | 43   | 44   | 44   | 45   | 46   | 47   | 39   | 37   | 34   | 40   | 43   | 44   | 46   |

## Obecní správa
Mezi lety 1850–1973 Krejnice byly obcí v okrese Strakonice. Od 1. ledna 1974 do 23. listopadu 1990 patřily jako část obce k Volenicím a od 24. listopadu 1990 jsou opět samostatnou obcí, ale Vojnice již zůstaly součástí Volenic. V letech 1961–1973 k obci patřily Vojnice.

### Obecní symboly
Znak a vlajka byly obci uděleny rozhodnutím předsedy Poslanecké sněmovny Parlamentu České republiky dne 21. června 2018.